# Бджола велика
Бджола́ вели́ка (Apis dorsata) — вид диких медоносних бджіл.

## Поширення
Бджоли великі поширені в Індії, Індокитаї, на островах Цейлон, Ява, Борнео, Філіппінських.

## Морфологія
Матка, робочі бджоли і трутні за розміром мало відрізняються: трутні мають 16 мм завдовжки, а матки і робочі бджоли — 18 мм.
Колір бджіл цього виду жовтуватий.

## Поведінка
Бджоли великі будують стільник на дереві або в щілині скелі. Довжина стільника — 1 м і більше. У стільниках знаходили до 27 кг меду. За розміром всі комірки стільника майже однакові. Залежно від пори року бджоли перекочовують у тепліші або холодніші місця. Потривожена сім'я нападає на порушника спокою і після цього покидає «вулик», більше до нього не повертаючись. Це полегшує добування виробленого ними меду та воску. Бджоли великі одомашненню не піддаються.

## Галерея

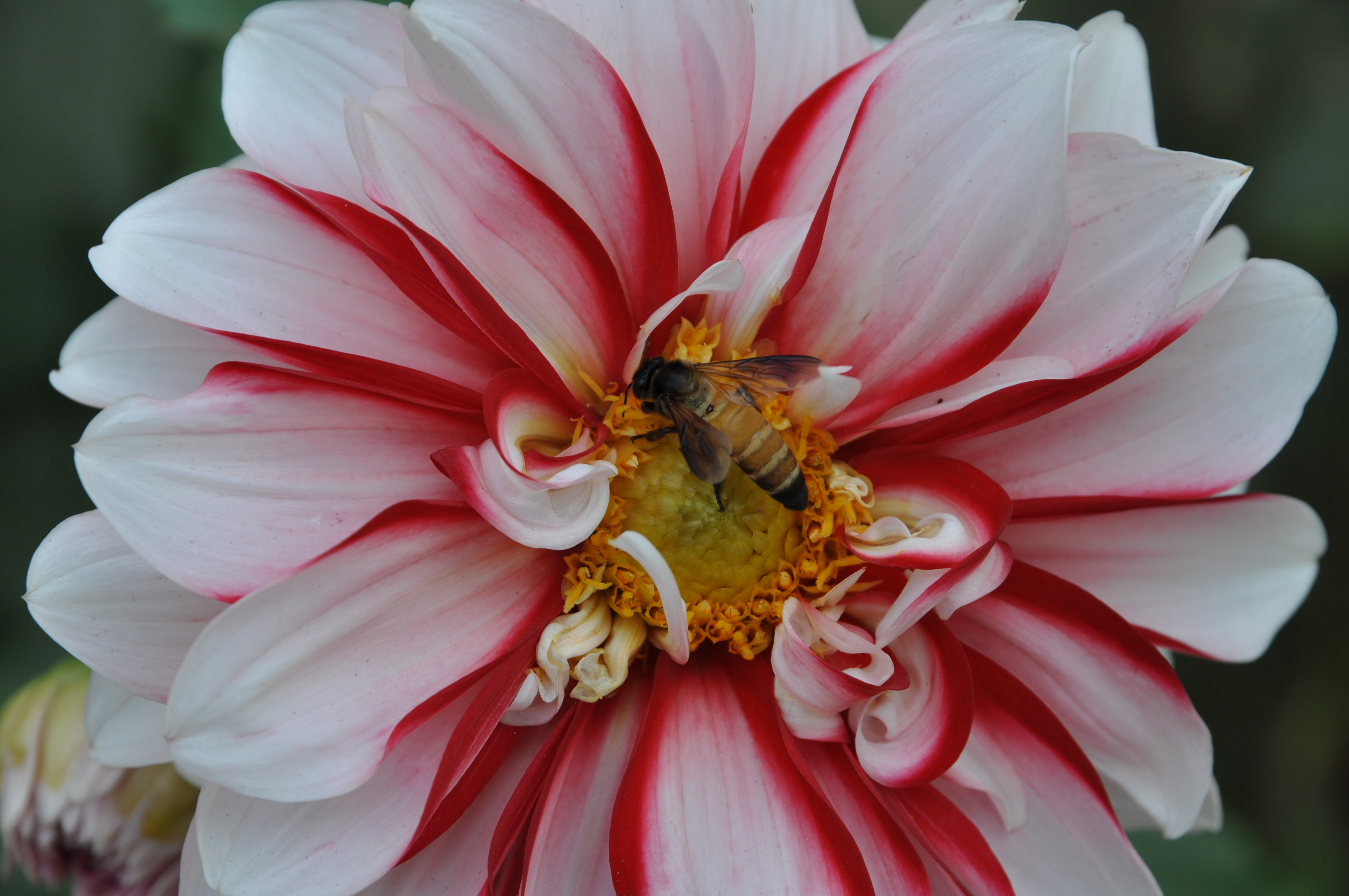
Бджола велика на жоржині
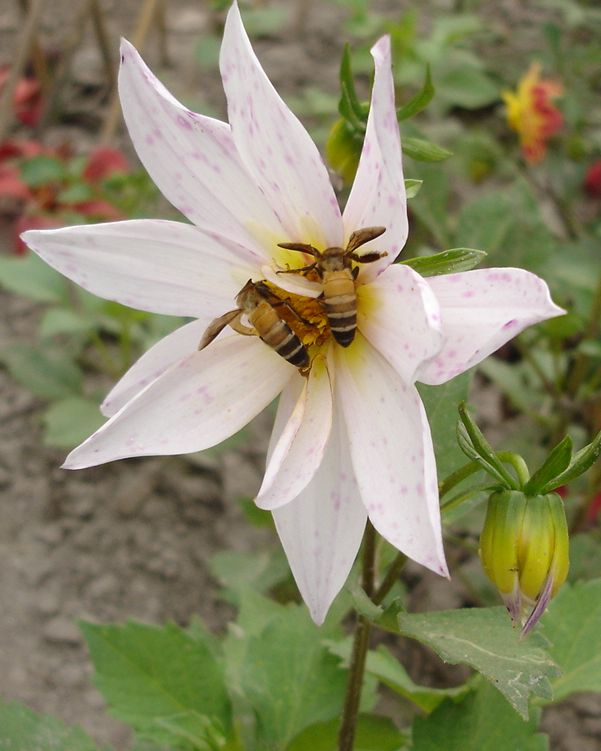
Дві особини на квітці
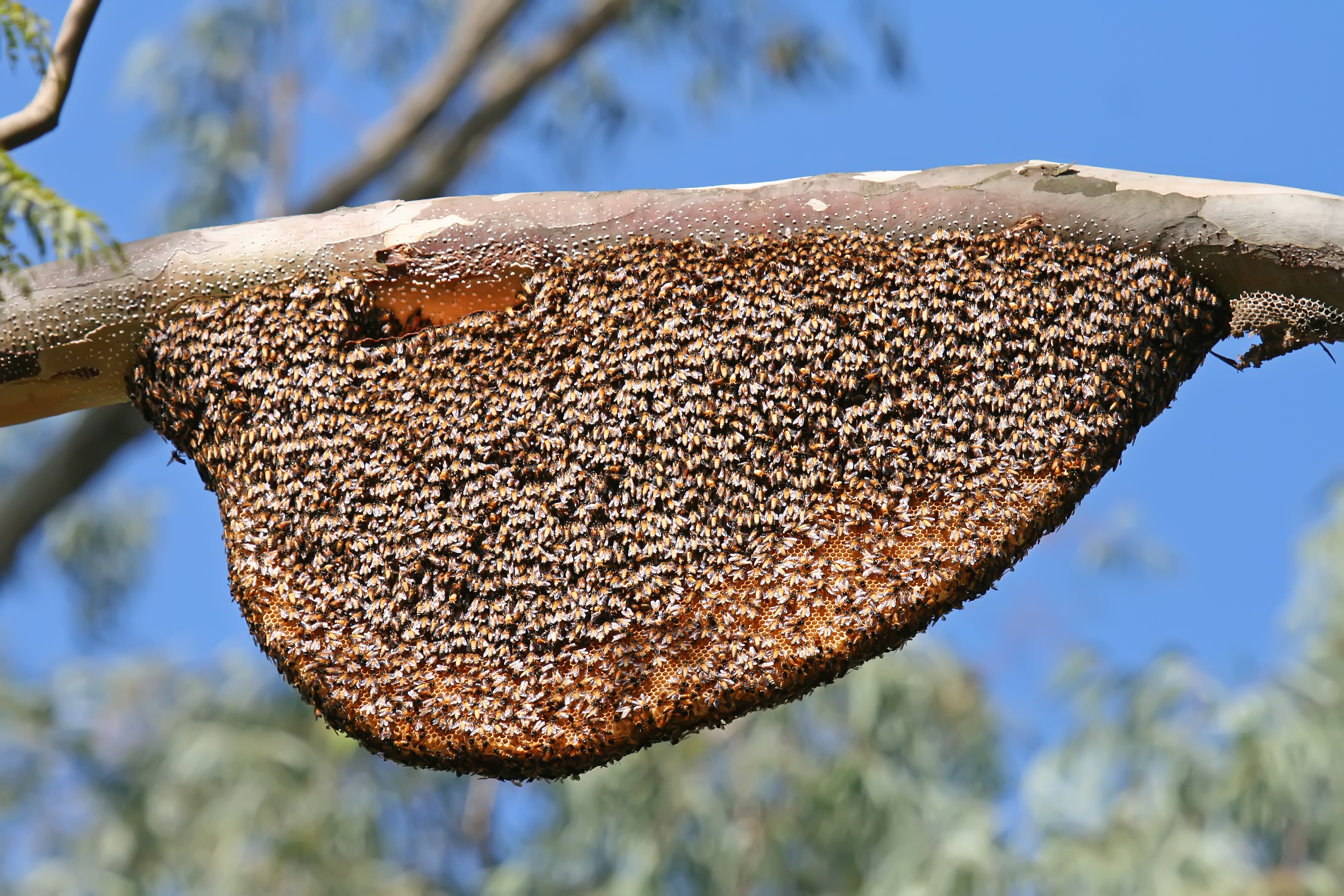
Природний «вулик» на гілці дерева
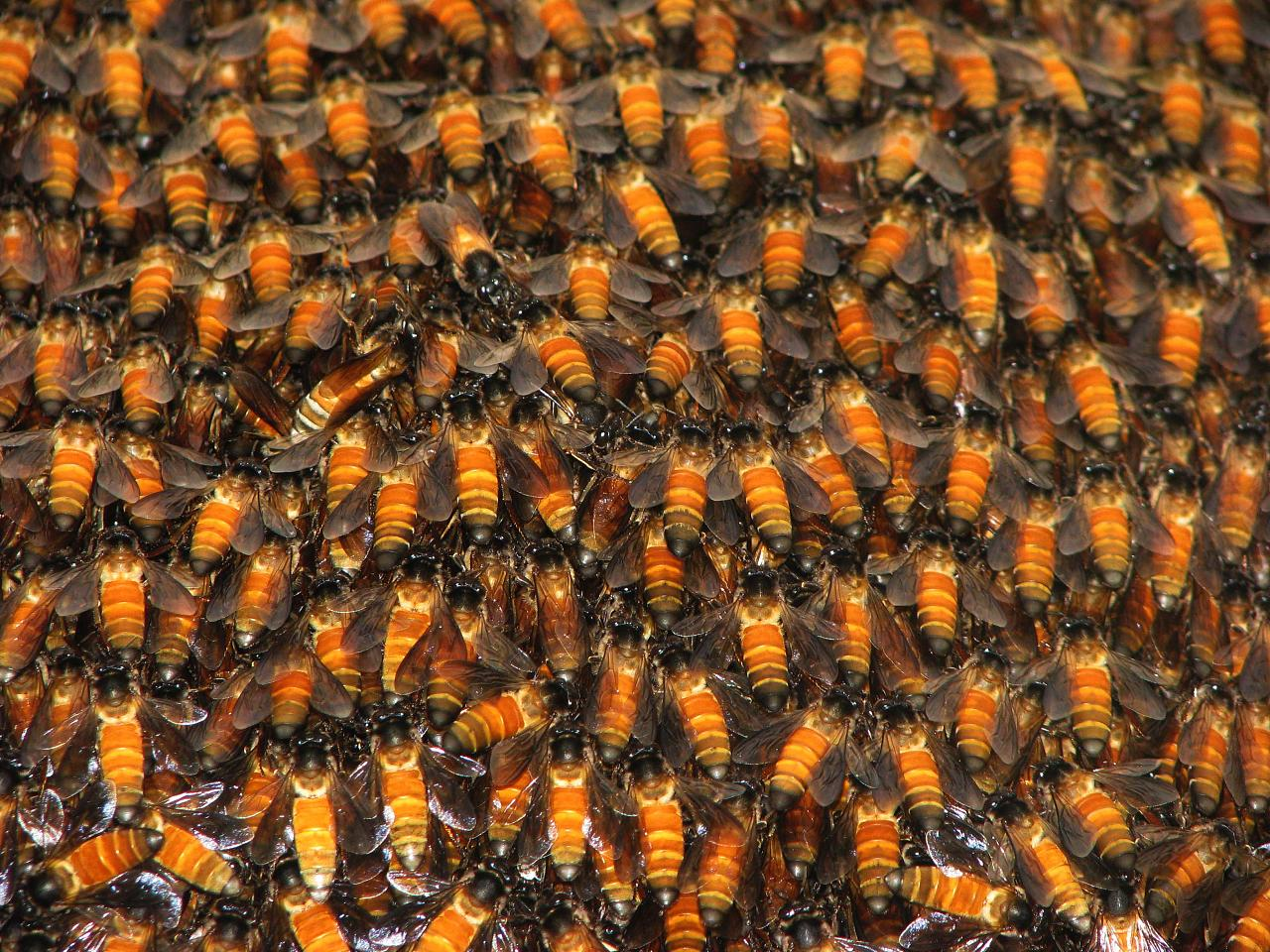
Скупчення бджіл великих